# Nauvoo (Alabama)
Nauvoo – miasto w Stanach Zjednoczonych, w stanie Alabama, w hrabstwie Walker. W roku 2023 miasto zamieszkiwało 185 osób, a gęstość zaludnienia wynosiła 74 osoby/km².